# Pia Wallén
Pia Wallén (Umeå, 23 marzo 1957) è una designer svedese.

## Biografia
Nata a Umeå, nel nord della Svezia, è una designer e creatrice di moda, nota per il suo design tessile per quanto abbia lavorato anche con altri materiali.  È cresciuta a Göteborg per poi trasferirsi a Stoccolma ed è la sorella del velista Hans Wallén.
Dopo essersi diplomata alla Beckman's School of Design, Pia Wallén si è specializzata in modellistica nel 1983, ricevendo subito dopo un ordine da NK-fashion. Nel 1984 è stata premiata per il design dal Consiglio dei genitori svedese.
Wallén si ispira alla moda degli anni sessanta e a nomi come André Courrèges, Mary Quant e Coco Chanel, con una semplicità grafica che risente l'influenza del design scandinavo. Oltre ai vestiti, ha disegnato coperte, cuscini e tappeti, gioielli, giocattoli.  Preferisce lavorare con lana e altri materiali naturali, preferibilmente tessuti in feltro o selezionati.  Un elemento grafico ricorrente è una croce, simile al simbolo della Croce Rossa, qualcosa su cui inizialmente la stessa Croce Rossa aveva sollevato obiezioni.
Pia Wallén gestisce dal 2000 la società Pia Wallén AB su Narvavägen a Stoccolma con vendite su Internet.  Ha collaborato con IKEA, Electrolux, Brio e altre  aziende.  Nel 2006 il comitato dell'artista ha garantito perché le venisse dato dallo Stato il "salario dell'artista".
I suoi lavori sono presenti nelle collezioni permanenti del National Museum of Fine Arts, the Röhsska Museum for Design, Fashion and Decorative Arts in Goteborg, Museum Angewandte Kunste di Colonia, in Germania. Ha tenuto mostre anche al Centro Pompidou di Parigi e al Victoria & Albert di Londra.